# Краматорівка
Крамато́рівка  — житловий масив у Тернівському районі Кривого Рогу.
Виник у кінці 80-х рр. ХІХ століття на землях поміщика Краматорського. Був робітничим селищем із землянок і бараків. Розвитку набув у 30-х роках ХХ століття. Складався з приватного сектора. У 70-х роках почався занепад через те, що потрапив у промзону гірничих виробок. Залишилося кілька будинків.